# Делаплейн (Арканзас)
Делаплейн (англ. Delaplaine, Arkansas) — город, расположенный в округе Грин (штат Арканзас, США) с населением в 127 человек по статистическим данным переписи 2000 года.

## История
Населённый пункт Делаплейн получил статус города в апреле 1912 года, однако его история восходит к периоду французских экспедиций исследования новых земель. Первые поселенцы обнаружили на месте будущего города остатки французско-индийской торговой стоянки. Немногим позже, в 1873 году через территорию поселения прошла ветка транспортной компании «Железнодорожная компания Сент-Луис — Айрон-Маунтин», возникшая в посёлке станция получила название «Грей-Стейшн». Несколько лет спустя название станции и соответствующее ему название самого посёлке было переименовано в «Де-ла-Плейн» в честь ранних французских исследователей территории.
В 1873 году в Делаплейне вышла первая новостная газета. Некоторое время город играл важную роль в промышленности региона, выступая в качестве важного перевалочного пункта для лесозаготовочных компаний и пересадочного транзитного пункта пассажирских перевозок.
16 апреля 1922 года сильнейший пожар уничтожил почти весь город, после чего инфраструктура поселения так и не была восстановлена.

## География
По данным Бюро переписи населения США город Делаплейн имеет общую площадь в 2,85 квадратных километров, водных ресурсов в черте населённого пункта не имеется.
Делаплейн расположен на высоте 84 метра над уровнем моря.

## Демография
По данным переписи населения 2000 года в Делаплейне проживало 127 человек, 36 семей, насчитывалось 49 домашних хозяйств и 56 жилых домов. Средняя плотность населения составляла около 43,8 человек на один квадратный километр. Расовый состав Делаплейна по данным переписи распределился следующим образом: 89,76 % белых, 10,24 % — представителей смешанных рас.
Из 49 домашних хозяйств в 28,6 % — воспитывали детей в возрасте до 18 лет, 49,0 % представляли собой совместно проживающие супружеские пары, в 14,3 % семей женщины проживали без мужей, 26,5 % не имели семей. 24,5 % от общего числа семей на момент переписи жили самостоятельно, при этом 8,2 % составили одинокие пожилые люди в возрасте 65 лет и старше. Средний размер домашнего хозяйства составил 2,59 человек, а средний размер семьи — 3,03 человек.
Население города по возрастному диапазону по данным переписи 2000 года распределилось следующим образом: 20,5 % — жители младше 18 лет, 13,4 % — между 18 и 24 годами, 26,0 % — от 25 до 44 лет, 28,3 % — от 45 до 64 лет и 11,8 % — в возрасте 65 лет и старше. Средний возраст жителей составил 36 лет. На каждые 100 женщин в Делаплейне приходилось 111,7 мужчин, при этом на каждые сто женщин 18 лет и старше приходилось 102,0 мужчин также старше 18 лет.
Средний доход на одно домашнее хозяйство в городе составил 31 000 долларов США, а средний доход на одну семью — 27 500 долларов. При этом мужчины имели средний доход в 27 083 доллара США в год против 15 625 долларов среднегодового дохода у женщин. Доход на душу населения в городе составил 13 076 долларов в год. Все семьи Делаплейна имели доход, превышающий уровень бедности, 0,8 % от всей численности населения находилось на момент переписи населения за чертой бедности.